# Olga Daukszta
Olga Daukszta (łot. Olga Daukšta; ur. 1893 w Rydze, zm. 1956 w Dyneburgu) – polska poetka i nauczycielka mieszkająca w Dyneburgu na Łotwie.

## Życiorys
Olga Daukszta urodziła się w Rydze w katolickiej rodzinie polsko-łotewskiej. Ukończyła polskie Gimnazjum Emilii Lichtarowicz, a potem uczyła się w klasie pedagogicznej gimnazjum w Dźwińsku. Pracowała jako nauczycielka. Podczas I wojny światowej wyjechała do Rosji. Pracowała jako nauczycielka w Jarosławlu, a potem studiowała malarstwo w Moskwie. Po wojnie wróciła na Łotwę i zamieszkała w Dynenburgu. W latach 1922–1936 pracowała jako nauczycielka języka polskiego, literatury współczesnej i starożytnej, rysunku i języka niemieckiego. W latach 1936–1939 studiowała na Wydziale Literatury i Języków Słowiańskich Uniwersytetu Stefana Batorego, ale studiów z powodu wybuchu wojny nie ukończyła. Podczas II wojny światowej pracowała w działających na Łotwie szkołach. Po likwidacji ostatniej polskiej szkoły, od 1949 roku była na emeryturze. Zmarła w 1956 roku i została pochowana na cmentarzu na Grzywie w Dyneburgu.

## Twórczość
- 1930 Dźwina o zmierzchu
- 1933 Błękitne inicjały
- 1937 Walet kierowy
- 2013 Wiersze wybrane[5]